# إبراهيم سلطان
إبراهيم سلطان أو أبو الفتح معز الدين أو مغيث الدين ( (بالفارسية: ابراهيم سلطان بن شاهرخ) (شوال 796 هـ / أغسطس 1394م - شوال 838 هـ / مايو 1435 م) كان أميراً تيمورياً حكم منطقة حول فارس الحديثة من 1415 إلى 1435 وهو الإبن الثاني لشاه رخ بن تيمورلنك. في عهد والده شاه رخ. كان حفيد الفاتح تيمور وتوفي في 3 أبريل 1435، أي قبل والده بحوالي اثني عشر عاماً. ويعتبر من السياسيين، ومن كبار الداعمين للفن والعمارة والثقافة، كما أنه من أبرز الفنانين والخطاطين في عصره، خاصة في خط الثلث والمحقق. قام إبراهيم سلطان بتكليف ما لا يقل عن أربع مخطوطات مصورة، بما في ذلك سيرة تيمور لشرف الدين علي يزدي ،  إسكندرنامه (كتاب الإسكندر) الذي اكتمل عام 1435/36،  شاهنامة (كتاب الملوك) تم إعداده في الفترة ما بين عشرينيات وأوائل ثلاثينيات القرن الخامس عشر،  ومختارات تم الانتهاء منها في عام 1420 وتم إهداؤها لأخيه الأمير بايسنقر . 
كان إبراهيم سلطان فناناً بارعاً وخطاطاً متعطشاً وجامعاً رائعاً للكتب. ومن المعروف أنه ملتزم بالشؤون الدينية، وقد كتب بنفسه نقوشاً تقية على مدرستين أسسهما في شيراز وعلى خمس نسخ على الأقل من القرآن. ويبقي له مصحف مكتوب بخط اليد في مجلدين له بخط النسخ. تحتوي كل صفحة من هذا القرآن، التي تم الانتهاء منها في يونيو 1427، على هوامش مزخرفة بزخارف نباتية غنية بالذهب والألوان. يعد هذا القرآن المكون من جزأين مثالاً رائعاً لإنتاج المخطوطات الفخمة في أوائل العصر التيموري. وتم تخزينها في غرفة صغيرة أعلى باب القرآن في شيراز. يُعتقد أن المسافرون الذين يمرون تحت البوابات ينالون بركة الكتاب المقدس عندما يبدأون رحلتهم أو رحلتهم من شيراز. وفي عام 1937، تم أخذ المصحفين من البوابة ونقلا إلى متحف بارس في شيراز، حيث بقيا حتى اليوم. ويقال أيضاً أن السلطان إبراهيم قام بإصلاح المسجد العتيق، ولكن بعد ذلك بوقت قصير دمره زلزال مرة أخرى.